# Дані Сордо
Да́ні Со́рдо, повне ім'я Даніель Сордо Кастільйо (ісп. Daniel Sordo Castillo); нар. 2 травня 1983, Торрелавега, Кантабрія, Іспанія — іспанський автогонщик, учасник чемпіонату світу з ралі. Починаючи з сезону 2007 року виступає за команду Citroën Total World Rally Team, (Франція) разом зі штурманом (другим пілотом) іспанцем Марком Марті — дворазовим чемпіоном світу з ралі (в парі з Карлосом Сайнсом).

## Досягнення в чемпіонатах з ралі
- Чемпіон світу з ралі в категорії JWRC 2005 року
- Чемпіон Іспанії з ралі 2005 року
- В сезоні 2006 року:
  - 2-і місця в ралі Іспанії та ралі Німеччини
  - 3-і місця в ралі Італії та ралі Франції
  - 4-е місце в ралі Мексики
- В сезоні 2007 року:
  - 4-е місце в абсолютному заліку Чемпіонату світу з ралі 2007
  - 2-і місця в ралі Ірландії, Японії, Іспанії та Монте-Карло
  - 3-і місця в ралі Франції, Італії та Португалії
- В сезоні 2008 року:
  - 3-є місце в абсолютному заліку Чемпіонату світу з ралі 2008
  - 2-і місця в ралі Іспанії, Нової Зеландії, Німеччини та Йорданії
  - 3-і місця в ралі Великої Британії та Аргентини
  - 4-і місця в ралі Фінляндії та Туреччині
- В сезоні 2009 року:
  - 2-е місце в ралі Ірландії